# Зайгер, Бен
Бен Зайгер — гражданин Австралии и Израиля, ветеран ЦАХАЛа и предположительно агент Моссада. Он был заключенным в тюрьме Аяллон в Рамле, Израиль и умер в заключении в 2010-м году, где, согласно тюремным отчётам, был найден повесившимся в камере особо строго режима. В то время, когда его держали в строгом заключении за неназванные преступления, его называли заключённый X, Мистер X.
Израильское правительство признало, что заключённый под этим псевдонимом умер под арестом, и подтвердило личность заключённого Бена Зайгера. До того, как исследование австралийской радиовещательной корпорации ABC идентифицировало Зайгера в феврале 2013 года, о нём было мало что известно. До тех пор пока этот отчёт не был опубликован, израильские СМИ подвергались действию израильской государственной цензуры.

## Ранние публикации (2010)
Слухи о возможном существовании заключённого, который содержался в Израиле за неназванные преступления в тюрьме Аялон, тюрьме строгого режима в Рамле, впервые появились, когда израильский новостной сайт Ynet разместил о нём в 2010 году краткую статью. Статья была удалена с сайта в течение нескольких часов, как утверждается, из-за того, что в израильских службах безопасности был установлен приказ о полном запрете информации по этому делу. В этих сообщениях утверждалось, что человек заключён в полном уединении, и размещался в камере, которая была построена для Игаля Амира, убийцы Ицхака Рабина, и что его держали в такой тайне, что даже его охранники не знали его личности.
Ассоциация в защиту гражданских прав в Израиле направила письмо генеральному прокурору Израиля Йехуде Вайнштейну, протестуя против условий содержания этого человека. Главный юрисконсульт Ассоциации Дан Якир писал: «Это невыносимо, что в демократической стране власти могут арестовывать людей в полной секретности и скрывать их от общественного мнения, даже зная, что такой арест имел место». Сотрудники Вайнштейна ответили, что «Текущий приказ о заключённом жизненно важен для предотвращения серьёзного нарушения безопасности государства, поэтому мы не можем подробно останавливаться на этом деле».
В 2010 году американский блогер Ричард Сильверштейн написал в своём политическом блоге Тикун Олам, что «конфиденциальный источник в Израиле» сообщил ему, что «Заключённый Х» был иранским генералом Али-Резой Асгари, который якобы был похищен Моссадом.

## Идентификация Зайгера

### Сообщение ABC
Журналист Тревор Борман из Австралийской вещательной корпорации ABC исследовал эту историю примерно через 10 месяцев после получения намёка во время своего визита в Израиль в апреле 2012 года. Его результаты были опубликованы в феврале 2013 года в телевизионной программе ABC Foreign Correspondent, в которой утверждалось, что есть убедительные доказательства того, что заключённый Х был Беном Зайгером, гражданином Израиля и Австралии, и у которого был австралийский паспорт на имя Бена Аллена.
Борман сообщил, что Зайгер был сотрудником Моссада перед тем, как его посадили в тюрьму, и был найден тюремной охраной повесившимся в своей камере 15 декабря 2010 года, и похоронен на еврейском кладбище Chevra Kadisha в Мельбурне, штат Виктория. Зайгер, происходящий из видной еврейской семьи в Мельбурне, эмигрировал в Израиль за четырнадцать лет до своего самоубийства, взял более израильское имя Бен Алон, женился, у него было двое детей. По сообщениям, в Австралии он также использовал имена Бен Аллен и Бенджамин Берроуз.
В следующем докладе, переданном ABC 7 мая 2013 года, Борман заявил, что Зайгер наказан за то, что «невольно саботировал секретную шпионскую операцию, направленную на то, чтобы доставить домой тела израильских солдат, пропавших без вести в Ливане» со времён вторжения Израиля в Ливан в 1982 году.

### Биография
Бен Зайгер (9 декабря 1976 года — 15 декабря 2010 года) родился в Мельбурне в известной еврейской семье. Его отец Джеффри был главой Комиссии по борьбе с диффамацией Бней-Брит и активным членом других еврейских организаций. Его мать Луиза работала в Университете Монаша и собирала средства для местного еврейского общинного центра. Зайгер участвовал в Ха-шомер Хацаир, социалистическом-сионистском, светском еврейском молодёжном движении. После окончания своего юридического образования он переехал в Израиль в составе движения Ха-шомер ха-цаир в 1994 году и работал в кибуце Газит вместе с группой других австралийских евреев. После завершения военной службы в израильской армии он был принят на работу в Моссад в начале 2000-х годов, а с 2003 по 2004 год работал в престижной юридической фирме «Герцог», «Фокс и Неэман». В 2006 году он женился на израильтянке, у пары было две дочери. В 2009 году он ненадолго вернулся в Австралию для получения первой степени (MBA) в Университете Монаша.

### Предполагаемая шпионская деятельность
Зайгер был принят на работу в Моссад в начале 2000-х годов. Согласно статье в Sydney Morning Herald, Зайгер был под наблюдением Австралийской службы безопасности и разведки Australian Security Intelligence Organisation (ASIO) за предположительное использование его австралийского паспорта для израильской разведки. По сообщениям, он был допрошен ASIO во время визита в Австралию. По сообщениям, он также посетил Иран, Сирию и Ливан со своим австралийским паспортом.
Согласно статье в немецком журнале Der Spiegel, Зайгер первоначально был зачислен на службу в Моссад в 2003 году и в конечном итоге служил этой организации, войдя в ряды европейских компаний, занимающихся бизнесом с Ираном и Сирией. Однако Зайгер оказался некомпетентным шпионом, а в 2007 году он был понижен в должности, и ему приказали вернуться в Израиль после того, как его работа не оправдала ожиданий Моссада. Он покинул организацию в 2008 году, чтобы вернуться в свою родную Австралию.
В январе или феврале 2010 года, незадолго до ареста, австрийский журналист-расследователь говорил с Зайгером о его потенциальном участии в «Моссаде». Журналист, Jason Koutsoukis намекал, что ASIO искала австралийско-израильских шпионов. Зайгер решительно отрицал какую-либо шпионскую деятельность, связь с Моссадом или визиты в Иран и Сирию. Репортер пришел к убеждению, основываясь на своих исследованиях, что Зайгер одно время работал в одной компаний в Европе, управляемой «Моссадом», которая продала в Иран неисправное электронное оборудование.
24 марта 2013 года Der Spiegel сообщил, что в отчаянной попытке вернуться в Моссад Бен Зайгер предоставил секретную информацию оперативнику «Хизбаллы», в результате чего два ливанских информатора, Сиад аль-Хомси и Мустафа Али Аваде, были арестованы в Ливане в 2009 году за шпионаж в пользу Израиля и приговорены к длительным срокам тюремного заключения. Их арест привели к широко освещаемой волне арестов и судебных процессов над ливанскими гражданами, обвиняемыми в шпионаже в пользу Израиля. Согласно отчету, Зайгер надеялся превратить оперативника «Хизбаллы» в двойного агента, работающего для Израиля. Однако этот оперативник обманул его, отправив информацию о двух информаторах в штаб-квартиру «Хизбаллы» в Бейруте. Австралийская новостная организация Fairfax Media, которая провела совместное расследование с Der Spiegel, утверждала, что контакты Зайгера с оперативником «Хизбаллы» были частью операции «изгоя», в которой он пытался произвести впечатление на Моссад и снова вернуть хорошее расположение своих начальников после его понижения.

## Задержание в Израиле
Заключенный X был переведен в подразделение 15 в тюрьме Аялон, в специальное крыло тюрьмы, предназначенном для самых опасных преступников. Камера, в которой он содержался, была специальной изолированной камерой, первоначально построенной для размещения Игаля Амира, убийцы премьер-министра Ицхака Рабина. Камера изолирована от остальной части крыла тюрьмы дверью, в которую может войти только тюремный персонал.
Согласно статье в газете Гаарец, камера имеет площадь 16 квадратных метров и включает в себя стол, стул, кровать, телевизор и несколько личных вещей. Стойка для ванной комнаты и душевая зона отделены от остальной части камеры прозрачной дверью, которая скрывает половые органы заключенного, а камера в ванной комнате обычно не активируется, но в ванной комнате есть специальная система мониторинга, которая работает, идентифицируя дыхание и движения тела. Если движение не обнаружено через определённый период времени, камера в ванной комнате активируется, и раздаётся сигнал тревоги. Душевая кабина также является гибкой, чтобы предотвратить любую попытку самоубийства заключенного. Во время пребывания Зайгера его тюремная камера находилась под постоянным видеонаблюдением.
Заключенный Х был изолирован от других заключённых, но ему разрешили посещения его адвокатов. Согласно статье в The Australian, семье Зайгера было сказано очень мало о характере деятельности Бена, но они были удовлетворены тем, что его законные права были поддержаны израильскими властями.

### Обзор публикаций
Австралийское расследование показало, что Зайгер подвергался судебному разбирательству по серьёзным обвинениям в шпионаже и, возможно, был приговорён к 20-летнему тюремному заключению. Один из адвокатов Зайгера, Авигдор Фельдман, сказал в интервью Галей Цахаль, что Зайгер был обвинён в «тяжких преступлениях», но он утверждал, что невиновен. Фельдман показал, что Зайгеру было предъявлено обвинение, но ещё не было опробовано, и что они вдвоем рассматривают варианты сделки по признанию вины. Фельдман также сказал, что он не столкнулся с сопротивлением властей в связи с его клиентом, но тюремные власти должны были проявлять большую бдительность в обеспечении его безопасности. Фельдман заявил в более позднем интервью, что Зайгер не интересовался сделкой о признании вины и хотел полностью очистить свое имя. В ещё одном интервью Фельдман оспаривал, что Зайгер был предателем. Он не мог уточнить обвинение, но он поддерживал тезис о том, что действия Зайгера «не угрожали безопасности или правительству Израиля». Зайгер также пожаловался Фельдману, что его лечение было «крайне несправедливым».
В статье, опубликованной в кувейтской газете Al-Jarida, ссылаясь на «западные источники», говорится, что Зайгера обвинили в том, что он предложил продать имена агентов Моссада, ответственных за убийство Махмуда Аль-Мабхуха правительству Дубая. В статье также говорится, что правительство Дубая согласилось защитить Зайгера, но официальные лица Моссада обнаружили его местонахождение и похитили его, чтобы он мог предстать перед судом в Израиле. Начальник полиции Дубая Дахи Халфан Тамим отрицал эту историю в своём интервью.
В австралийских СМИ появилась другая теория, в которой утверждалось, что Зайгер, возможно, собирался разоблачить операции израильской разведки с использованием поддельных австралийских паспортов и собирался раскрыть информацию либо австралийскому правительству, либо средствам массовой информации перед тем, когда он был арестован. Представитель австралийской службы безопасности сказал, что Зайгер «вполне мог собираться разоблачить, но у него никогда не было шанса». Зайгер был арестован через восемь дней после того, как стало известно, что израильские агенты использовали иностранные паспорта для убийства Мабхуха.
Источник сообщил программе ABC Foreign Correspondent, что Зайгер передал информация о своей работе в Моссаде в ASIO. Предположительно он подробно рассказал о многочисленных операциях Моссада, включая будущую миссию в Италии, которая планировалась несколько лет. Не было предоставлено никакой информации о том, инициировали ли ASIO или Зайгер контакты друг с другом. Израиль и Австралия отвергли это утверждение. Офис израильского премьер-министра Биньямина Нетаньяху заявил, что «г-н Зайгер не имел никаких контактов с австралийскими службами безопасности и организациями», в то время как пресс-секретарь австралийского генерального прокурора Марк Дрейфус описал заявление Израиля в соответствии с полным докладом, который ASIO предоставил Генеральному прокурору Австралии. Источники, близкие к Моссаду, выразили сомнения в том, что общение с австралийскими службами безопасности облегчит Зайгеру суровое наказание. Однако израильский журналист Алон Бен-Дaвид, который знаком с этим делом, но все ещё связан указанием молчать по цензурным соображениям, предположил, что «справедливо предположить, что Зайгеру было предъявлено обвинение в разглашении государственной тайны иностранному элементу», но он действовал не из злобы, но из-за бедствия. Далее он отметил, что «они вели переговоры о сделке по признанию вины, и речь шла не о серьёзном наказании, а об умеренном».
24 марта 2013 года Der Spiegel сообщил, что Зайгер передал строннику «Хизбаллы» имена двух осведомителей Моссада в Ливане, которые проникли в «Хизбаллу»: Зиад аль-Хомси и Мустафа Али Аваде. Хомси и Аваде были арестованы по обвинению в шпионаже и приговорены к 15 годам каторжных работ; их аресты также привели к широко освещаемой волне арестов ливанских граждан, обвиняемых в шпионаже в отношении Израиля. Газета утверждала, что получила копию внутреннего израильского расследования, в котором говорилось, что Зайгер начал работать в Моссаде в возрасте 23 лет. Он был отправлен на работу в европейские компании, занимающиеся бизнесом с Ираном и Сирией с целью проникновения в эти страны. Через год ему разрешили вернуться в Австралию, чтобы окончить учёбу, но перед отъездом в Австралию он попытался нанять новых осведомителей, в ходе которых он обнародовал информацию, которая привела к аресту Хомси и Аваде.
В книге Рафаэля Эпштейна утверждается, что Зайгер рассказал иранскому бизнесмену подробности операции «Моссада» в Иране. Зайгер предположительно раскрыл информацию, когда он учился в Австралии в 2009 году.

### Смерть
Считается, что Бен Зайгер умер 15 декабря 2010 года. Фельдман, адвокат Зайгера, встретился со своим клиентом накануне. Фельдман сказал, что не видел у него признаков суицидальных мыслей, когда они встречались. По словам Фельдмана, Зайгер был «рациональным и целенаправленным», хотя и беспокоился о предстоящем судебном разбирательстве. Однако, согласно официальным судебным документам, у Зайгера была в день его смерти эмоциональная встреча с женой, во время которой она сообщила ему новости, после которых он расплакался и был сильно расстроен. У него также была история попыток самоубийства.
Причина смерти Бена Зайгера была предметом некоторых спекуляций. Сайт Ynet опубликовал 27 декабря 2010 года, что заключенный в тюрьме Аялон совершил самоубийство за две недели до этого, повесившись, но эта заметка была убрана с сайта. В информации ABC утверждалось, что свидетельство о смерти для Бен Алона (имя, которое Зайгер принял, когда он эмигрировал в Израиль) был выдан коронером в Судебном институте Абу Кабира. Причиной смерти было указано удушье через повешение и местом смерти была указана Рамла, — город, в котором находится тюрьма Аялон. Согласно ABC, камера, в которой он содержался и в которой предположительно было самоубийство, постоянно контролировалась камерами видеонаблюдения, что приводит к вопросу о том, как Зайгер смог повеситься. Однако начальник тюремной службы Израиля отклонил претензии, в которых говорилось, что камера не была под специальным наблюдением, и она не считалась доказательством самоубийства. Пенитенциарная служба также заявила, что она хотела, чтобы полные надзорные приказы о Бене Зайгере были обнародованы, что, по его мнению начальника службы, уменьшит его ответственность.
В новостях 10 телеканала израильского телевидения упоминаются неназванные члены спасательной команды Зайгера, которые утверждали, что заключенный повесился в ванной комнате, вне камеры наблюдения. Фотография из кадров наблюдения во время заключения в этой камере Игала Амира в подразделении 15, как представляется, показывает отдельную смежную комнату из основной камеры, в которой есть душ и ванная комната. Предполагаемая транскрипция телефонного звонка из тюрьмы в аварийные службы Маген Давид Адом была прочитана вслух в новостях Channel 10, в которых, по сообщениям, вызывающий абонент сказал: «Он повесился» и запросил реанимационный автомобиль.
По результатам расследования, проведенного израильской тюремной службой, Зайгер повесился в ванной своей камеры. Зайгер взял простыню в ванную, предположительно, с имитируя желание постирать её, и привязал её к окну, не опасаясь охранников. Зайгер не был переведён в режим предупреждения суицида, и вследствие чего охранники проверяли его только каждые 20-25 минут, а не каждые несколько минут.
За шесть недель до появления отчёта ABC продолжительное расследование, проведённое судьей израильского суда Дафной Блатман Кедрай показало, что это было самоубийство. Кедрай рекомендовала провести дополнительное расследование в отношении того, что израильские тюремные власти не предотвратили эту смерть. После расследования Израиль, как сообщается, предложил семье Зайгера значительную финансовую компенсацию за его смерть. Израильский чиновник отрицал, что была предложена компенсация, утверждая, что это не будет необходимо, пока не будет доказана халатность. В феврале 2013 года, благодаря пристальному вниманию СМИ, 8 страниц из 28-страничного доклада, подготовленного судьей Кедрай по завершении её расследования в декабре 2012 года, были опубликованы в открытой печати. В докладе Кедрай определила, что Зайгер умер в результате самоубийства, но обнаружила, что тюремные служащие способствовали обстоятельствам, которые привели к его смерти. Судья сказала, что «был принят приказ о предотвращении самоубийств», и что «этот приказ не был выполнен». Судья Кедрай сообщила, что на теле Зайгера были обнаружены синяки, но они не могли определить, произошли ли они до или после его смерти. Она отметила, что в теле Зайгера были обнаружены следы транквилизатора, но ничего не было сделано. В то время как оставляя её открытия открытыми, судья сказал, что она не может отрицать «активное вмешательство со стороны другого лица, которое намеренно вызвало его смерть», но в её докладе говорилось, что это было сведено на нет путём «изучения условий тюремного заключения, которые отрицают ввод другого человека в ячейку».
В сентябре 2013 года израильское правительство достигло урегулирования с семьей Зайгера, согласившись выплатить 4 млн шекелей (1,1 млн долл. США) в виде компенсации, состоящей из первоначального взноса в размере 2,4 млн шекелей в 2013 году, за которым последуют выплаты 400 000 шекелей каждый год в течение четырёх лет. В рамках соглашения израильское правительство не будет брать на себя ответственность за обстоятельства, которые привели к его самоубийству, или любые действия, которые могли иметь место во время процесса вербовки Зайгера в Моссад.

## Реакция

### Израиль
После того, как был опубликован отчёт ABC, израильское правительство отказалось комментировать его, но, по сообщениям, попросило руководителей средств массовой информации не публиковать «информацию, касающуюся инцидента, который относится к определённому правительственному учреждению».
После опубликования информации о Бене Зайгере члены Кнессета Дов Ханин, Захава Гальон и Ахмед Тиби во время вопросов правительству попросили израильского министра юстиции Яакова Неемана обратиться к докладу ABC и подвергли критике действия правительства. Израильский министр общественной безопасности Ицхак Ахаронович отменил запланированную на следующий день речь в Кнессете. Должностные лица Кнессета полагали, что следует избегать ответов на вопросы членов Кнессета. Ницан Горовиц, который изначально подавал жалобу на этот вопрос в 2010 году, направил письмо генеральному прокурору Иегуде Вайнштейну, в котором он призвал его расследовать произошедшее, заявив, что «подпольные аресты и задержания неприемлемы и немыслимы в демократическом государстве. Они создают ощутимую угрозу к верховенству закона и подрывает доверие общественности к правовой системе».
Вечером 13 февраля 2013 года израильское правительство впервые опубликовало заявление, подтверждающее существование «Узника X». Хотя заявление не называло Зайгера в качестве заключенного, оно подтвердило несколько ключевых сведений об этом деле, о котором уже сообщалось. В заявлении говорилось, что гражданин двух государств был задержан и заключен под ложным именем по соображениям безопасности, что он повесился, и что по делу был установлен приказ о молчании. В заявлении также утверждалось, что заключенному было предоставлено правовое представительство во время его задержания и что его семья была уведомлена об аресте.
Согласно израильскому новостному сайту Ynet, адвокаты и семья Зайгера должны были подписать соглашения о неразглашении с правительством, которое не позволяло им признавать или отрицать аспекты дела, о которых сообщалось в прессе.
Сайт Ynet также сообщил, что главы израильского разведывательного сообщества собирались вместе 14 февраля, чтобы обсудить стратегию по минимизации ущерба для будущих активных разведывательных операций операций.

### Австралия
Австралийское правительство объявило, что оно будет расследовать смерть Зайгера
Министр иностранных дел Австралии сенатор Боб Карр сообщил 14 февраля 2013 года информацию из промежуточного доклада Департамента иностранных дел и торговли. Он сказал, что 24 февраля 2010 года австралийскому правительству было сообщено, что Израиль задержал двойного австралийско-израильского гражданина. В информации, полученной по «каналам разведки», включалось имя заключенного и утверждение о «серьезных преступлениях» в соответствии с законами национальной безопасности Израиля. Австралийское правительство получило заверения от Израиля относительно юридических прав человека, его собственного выбора для юридического представительства, уведомления членов семьи, его лечения и задержания и уважения его прав как гражданина Израиля. Запроса о консульской помощи не поступало ни от конкретного лица, ни от членов семьи. 16 декабря 2010 года правительству сообщили по «каналам разведки», что человек умер на прошлой неделе, и с его семьей связались власти в Израиле. Посольство Австралии в Тель-Авиве помогло в возвращении тела в Австралию.
Хотя некоторые австралийские официальные лица знали о задержании, неясно, насколько широко былa распространена информация. По словам секретаря Министерства иностранных дел Австралии Питера Варгеза, информация не была распространена во всех отделах Министерства иностранных дел. Бывший генеральный прокурор Австралии Роберт Маклелланд был информирован 1 марта 2010 года ASIO о задержании Израиля неназванного по соображениям безопасности гражданина с двойным гражданством и сказал, что он санкционировал ASIO кратко ознакомить с этой информацией других неуказанных лиц. Федеральный политический редактор The West Australian Эндрю Пробин (Andrew Probyn) прокомментировал, что доклад Варгезе «раскрывает серийное бюрократическое освидетельствование в его содержании, хронологии и выводах» и что «ключевой правительственный и агентский персонал, казалось, знал все об этом случае, но не знал об этом в то же время».
Представители австралийской еврейской общины молчали об этом деле. Причины, которые они приводили, включали страх воспрепятствовать обвинениям в двойной лояльности и уважать неприкосновенность частной жизни семьи Зайгер.